# Iñaki Goitia
Iñaki Goitia Peña (Portugalete, 2 marzo 1982) è un ex calciatore spagnolo, portiere.

## Carriera
Ha militato in massima serie con le maglie di Málaga e Betis.